# NGC 1168
NGC 1168 je galaksija u zviježđu Ovan.

## Vanjske poveznice
- SEDS: NGC 1168